# Midden-Drenthe
Midden-Drenthe hollandiai község Hollandiában, Drenthe tartományban. Lakosainak száma 33 381 fő (2021. január 1.).

## Földrajza
Midden-Drenthe Westerveld és Hoogeveen községekkel határos.

## Látnivalók
- A község közigazgatási központjában, Beilenben található az Orvelte múzeumfalu (szabadtéri skanzen).